# 기호 (가수)
기호(본명: 윤기호, 본명: 스테픈 기호 윤, 한국 한자: 尹㠌昊,영어: Yoon Keeho, 영어: Stephen Keeho Yoon2001년 9월 27일 ~ )은 대한민국의 가수 이자 캐나다 가수이며 에프엔씨엔터테인먼트 소속이며 대한민국의 보이 그룹 피원하모니의 리더, 보컬를 맡고있다., 최태양이와 함께 보컬을 맡고 있다., 캐나다 온타리오 주 토론토 출신이다.,대한민국보이그룹 에이티투메이저 멤버 윤예찬 친형이다.

## 학력
| 연도 | 학교                  | 학과 | 비고 |
| ---- | --------------------- | ---- | ---- |
|      | University Of TORONTO |      | 전학 |
|      | 경기고등학교          |      | 졸업 |